# Journalfilm

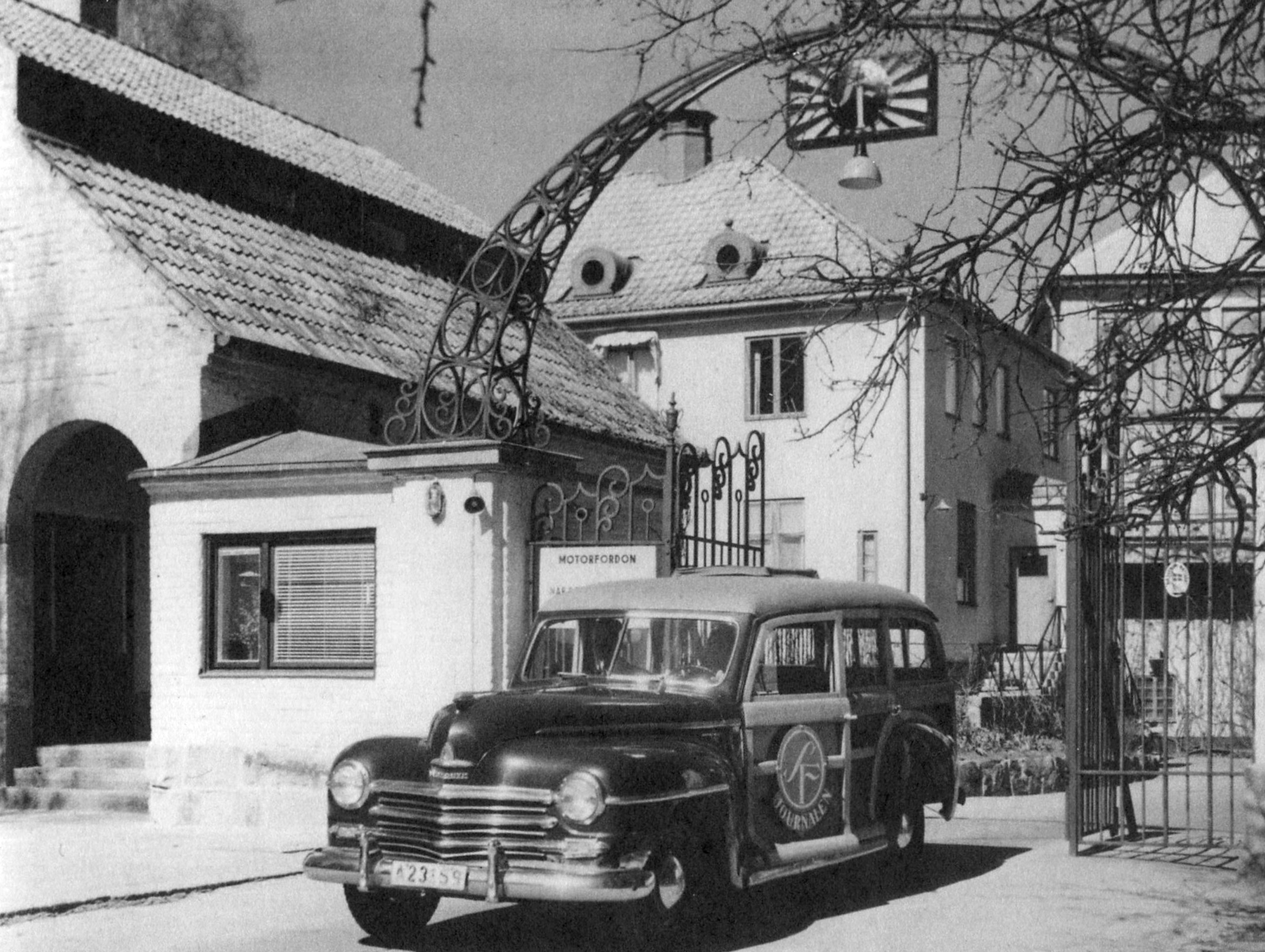
SF-journalens reportagebil lämnar Filmstaden i Råsunda. Foto 1940-talet.

En journalfilm är en typ av dokumentärfilm som förr visades på biografer, oftast före en långfilm. Journalfilmen innehöll sammandrag av aktuella händelser från den gångna veckan samt samhällsinformation eller propaganda.
Den första organiserade produktionen av regelbundet utkommande journalfilm tog sin början 1908 i Frankrike. Journalfilmen avlöstes av tv-nyheter på 1950- och 1960-talet.
Det svenska ordet journalfilm är belagt 1939, medan ordböcker från 1936 och 1938 föredrar filmjournal, nyhetsfilm eller veckojournal.

## SF-journalen
I Sverige är SF-journalen äldst med startåret 1914, under namnet Svenska Bios veckorevy, senare kallat Svensk filmindustris revy. Dess storhetstid tog slut i och med att televisionen blev vanlig, och efter 1960-talets slut fanns inte mycket journalfilmsproduktion kvar. Nils Jerring arbetade under många år för SF-journalen och hans röst har i Sverige, tillsammans med Gunnar Skoglund, kommit att särskilt förknippas med journalfilm. På grund av tidens bristfälliga ljudteknik talade nyhetsuppläsaren med tydlig artikulation, och rösten lät gäll och nasal vid uppspelning (se även journalfilmsröst).
Svensk Filmindustri (SF) sålde sitt journal- och kortfilmsarkiv från åren 1897-1960 till Sveriges Radio 1964.